# 北條町站
北條町站（日语：／ Hojomachi eki */?）是位於兵庫縣加西市北條町北條站前町，北條鐵道的北條線車站。此站為加西市的代表車站。

## 歷史
- 1915年（大正4年）3月3日[1] ： 播州鐵道 粟生站至此站之間開通，此站啟用[2]。當時為旅客、貨物車站。
  - 當時車站位於兵庫縣加西郡北條町（日语：北条町 (兵庫県)）北條。
- 1922年 在鐵道敷設法的附件中，列出了「從谷川站起，經西脇站、北條町站，連接姬路站之鐵路」預定建設的鐵路線，但是最後沒有實現。
- 1923年（大正12年）12月21日 ： 成為播丹鐵道車站[2]。
- 1943年（昭和18年）6月1日 ： 播丹鐵道被國有化，成為鐵道省（後來為國鐵）車站[2]。
- 1955年（昭和30年）1月15日 ： 隨著北條町（日语：北条町 (兵庫県)）（第2次）成立，車站地址變為兵庫縣加西郡北條町北條。
- 1967年（昭和42年）4月1日 ： 隨著加西市成立，車站地址變為兵庫縣加西市北條町北條28番1號。
- 1974年（昭和49年）10月1日 ： 終止貨物起卸業務[2]。
- 1985年（昭和60年）4月1日 - 北條線由北條鐵道接管[2]。
- 2001年（平成13年）11月20日[1] ： 車站向南遷移0.1公里，新車站大樓開始使用[2]。車站地址變為現址

## 車站構造
車站是一座地面車站，設有1面1線的單式月台。車站東邊設有安全側線（也用作留置線），西邊設有前往維修庫的分支線，此站設有夜間停泊列車。車站入口設有候車室。
此站同時設有北條鐵道總部，因此此站成為有人車站。除了定期票和回數票外，一般乘客基本上需要在車內結算車費。站內沒有自動售票機和自動閘機，而車站職員也不會進行檢票業務。此站已經設置ATS。此站設有男女分開的濕廁。從前此站設有機走線。
車站大樓樓高2層，1樓設有觀光資訊處，在玄關旁設有電梯搭和樓梯連接行人天橋，經行人天橋可前往Astia加西。Astia加西該處在2001年前為北條町站舊位置。

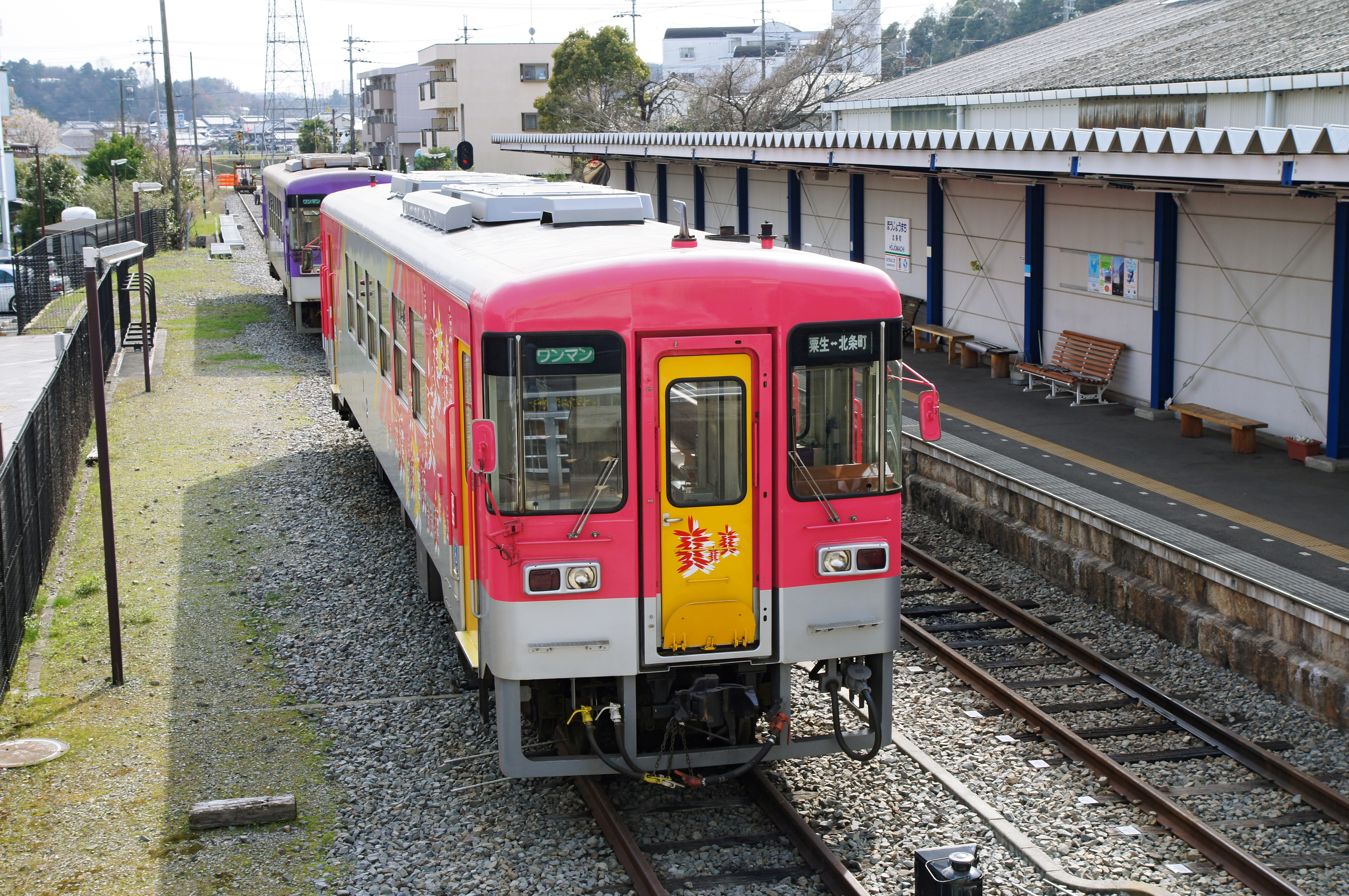
留置線
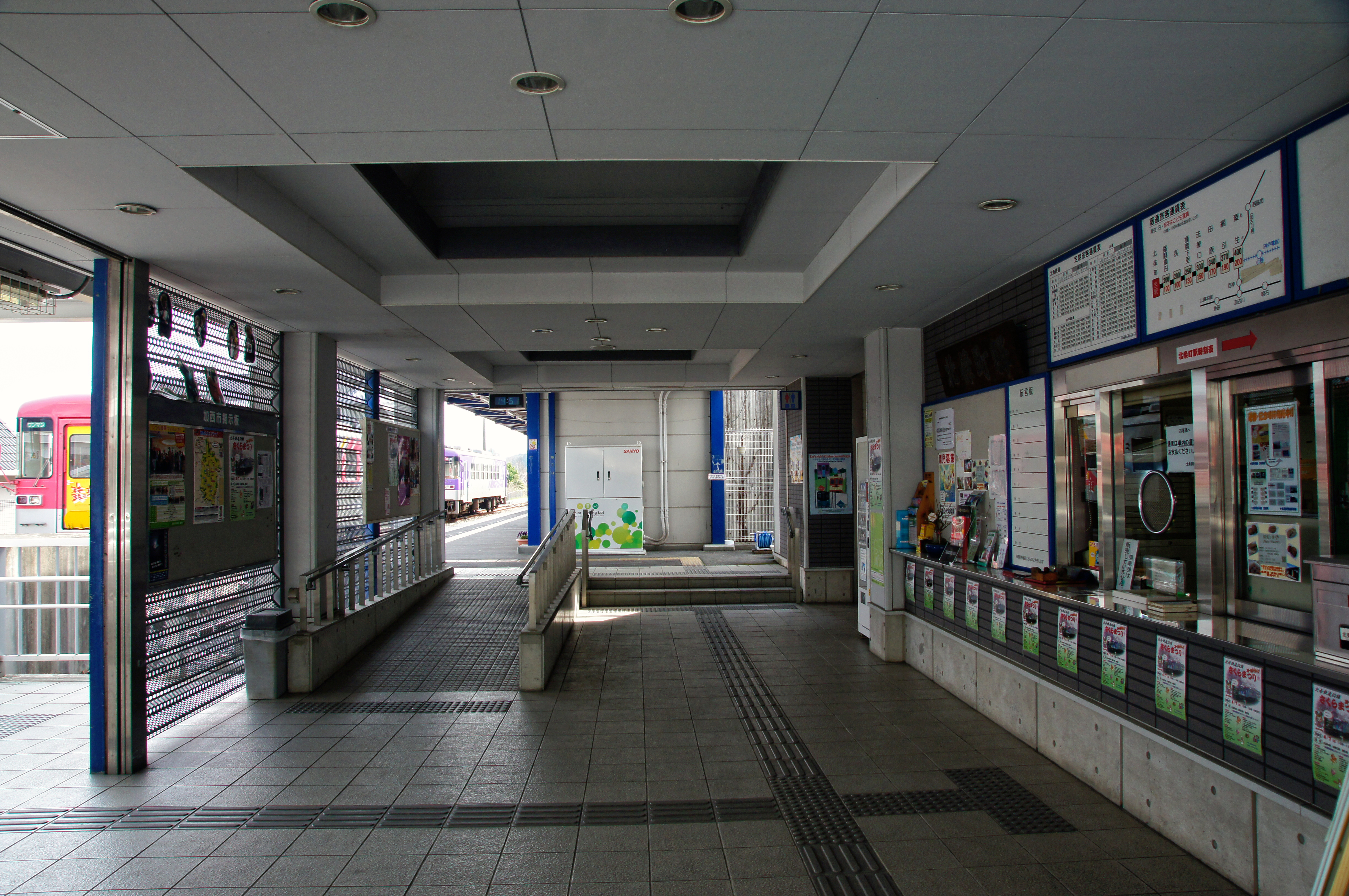
閘口和售票處（右邊）
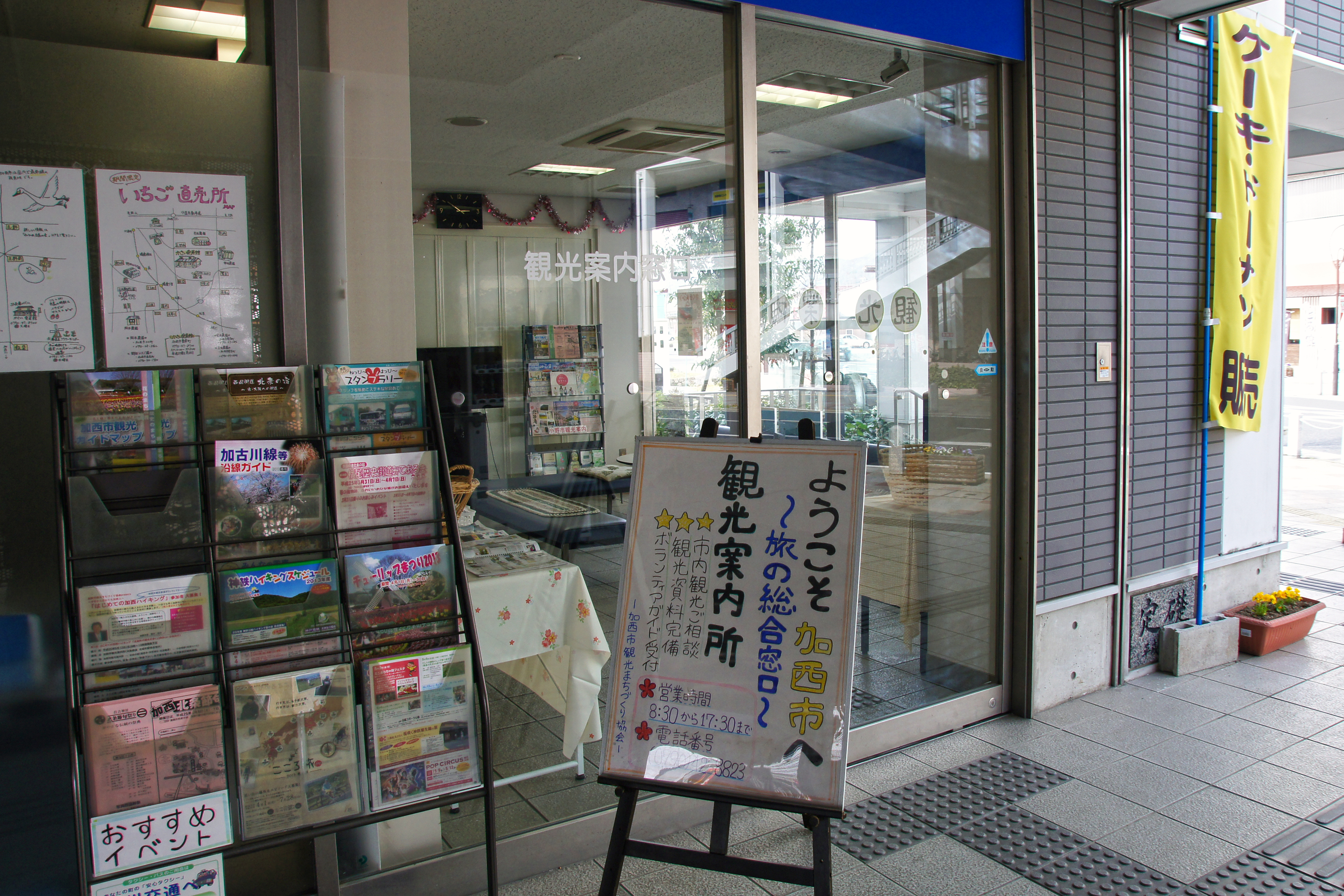
觀光資訊處
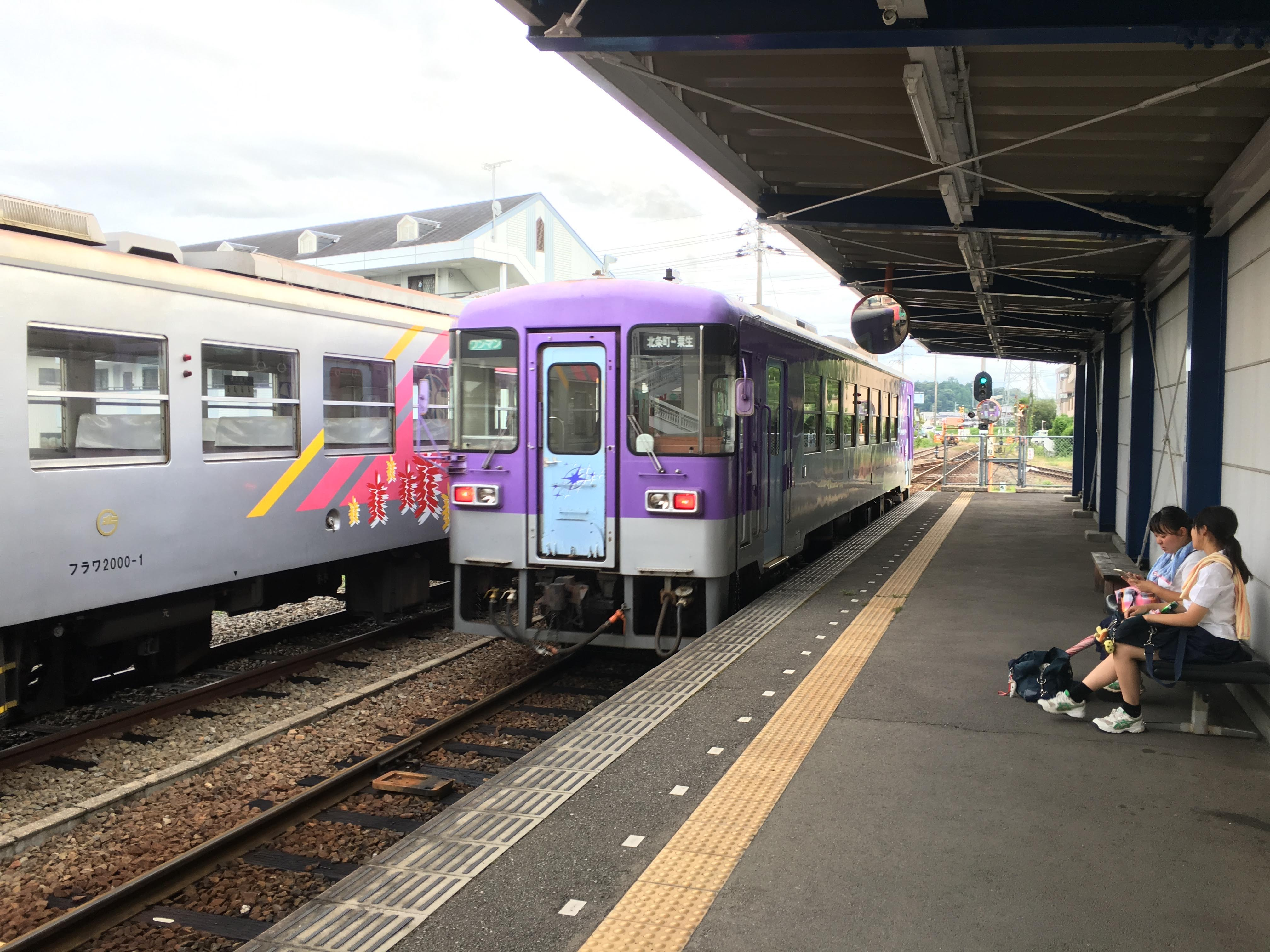
月台

### 車站遷移前的車站構造
在蒸氣機車C12時代活躍時代，當時設有混合列車行走（即同時載客和載貨的列車）。當中客車使用OHa61 120。於車站內的路軌配置中，旅客、貨物共有5線。當中包括1面2線的乘客月台，月台上設有上蓋。在車站大樓側設有1面1線的貨運月台，貨運月台上也有上蓋。在貨物月台旁設有農業倉庫。在農業倉庫和路軌之間的月台寬度可容納一架三輪車。

## 時間表
在平日每日設有22班列車，假日則設有17班。
在2020年8月前，不論平日或假日，日間毎小時設有1班列車，一日共有17班列車。

## 利用狀況
| 1日上下車人次 | 1日上下車人次 |
| 年度          | 1日平均人次   |
| ------------- | ------------- |
| 2011年        | 560           |
| 2012年        | 600           |
| 2013年        | 570           |
| 2014年        | 535           |
| 2015年        | 621           |
| 2016年        | 699           |
| 2017年        | 528           |
| 2018年        | 524           |

## 車站周邊
車站鄰接兵庫縣道23號三木宍粟線。在道路對面設有Astia加西（加西市立圖書館、尼姬會堂、加西商工會議所）（地址：北條町北條站前町28番1號）（步行1分鐘）。
- AEON Mall加西北條（日语：イオンモール加西北条）（步行3分鐘）（北條町北條南町）
- 山田電機Teccland加西店 （页面存档备份，存于）（AEON Mall加西北條 別館內）
- 三井住友銀行北條分店（步行2分鐘）（北條町北條南町）
- 港銀行（日语：みなと銀行）加西分店（步行3分鐘）（北條町橫尾）
- 家居中心港南加西店（步行5分鐘）（北條町北條）
- 玉丘史蹟公園（日语：玉丘史跡公園）、玉丘古墳群（日语：玉丘古墳群）（步行10分鐘）（玉丘町）
- 五百羅漢（羅漢寺）（日语：羅漢寺 (加西市)）（西北方步行15分鐘）（北條町北條江之木町）
- 酒見寺（西北方步行15分鐘）（北條町北條江之木町）
- 播磨國三宮 住吉神社（日语：住吉神社 (加西市)）（西北方步行15分鐘）（北條町北條宮前町）
- 加西市政廳（轉乘巴士3分鐘）（北條町橫尾）
- 加西市民會館（轉乘巴士3分鐘）（北條町古坂１丁目）
- 市立加西醫院（日语：市立加西病院）（轉乘巴士3分鐘）（北條町橫尾１丁目）
- 兵庫縣立花朵中心（日语：兵庫県立フラワーセンター）（轉乘巴士10分鐘）（豐倉町飯盛）
- 兵庫縣立播磨農業高等學校（日语：兵庫県立播磨農業高等学校）（轉乘巴士5分鐘）（北條町東高室）
- 兵庫縣立北條高等學校（日语：兵庫県立北条高等学校）（轉乘巴士5分鐘）（段下町）
- 加西市立北的條中學（轉乘巴士5分鐘）（北條町北條宮前町）
- 加西市立北條小學（日语：加西市立北条小学校）（西北方步行15分鐘）（北條町北條江之木町）
- 加西市立北條東小學（日语：加西市立北条東小学校）（西北方步行10分鐘）（北條町西高室）
- 加西市立北條東兒童園（西北方步行10分鐘）（北條町東高室）
- 三洋電機加西事業所（舊鎮岩事業所）（轉乘巴士5分鐘）（鎮岩町鎮岩工業團地）
- 三洋電機加西第二工場（舊協榮三洋工業）（步行3分鐘）（北條町北條南町）
- 播磨三洋工業（轉乘巴士5分鐘）（段下町鎮岩工業團地）
- 加西市健康福祉會館（轉乘巴士10分鐘）（北條町古坂）

## 巴士路線

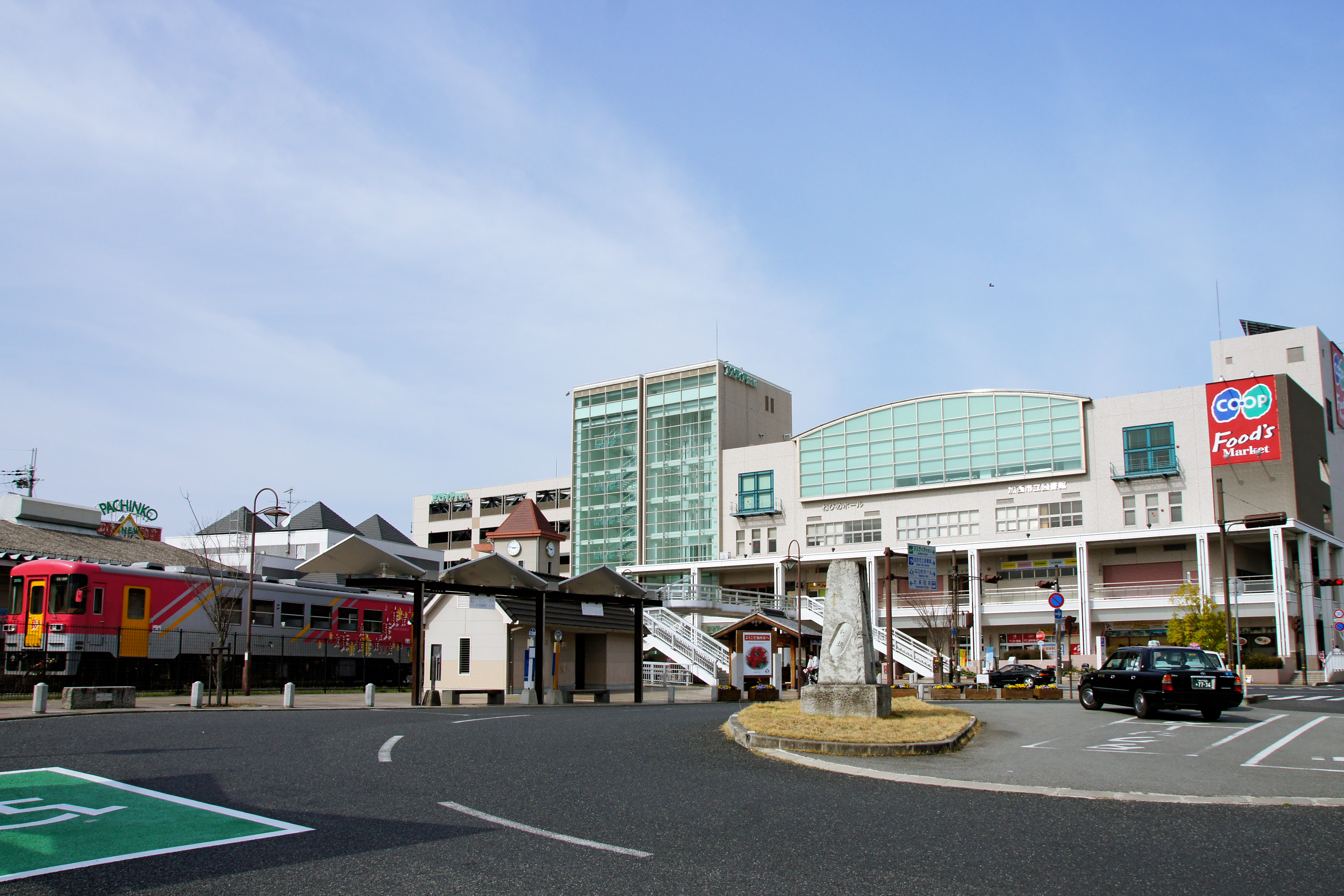
「Astia加西（北條町站）」巴士站（站前廣場）
- 高速巴士（西日本JR巴士、神姬巴士（日语：神姫バス））
  - 中國公路巴士（日语：中国ハイウェイバス）：新大阪站、大阪站方向
- 一般巴士路線（神姬巴士）
  - 野里站、姬路站方向（61：經山下、山田、花北、62：經大貫、山田、花北）
  - 砥堀站、姬路站方向（81：經山下、山田、江鮒）
  - 細工所北口、寶殿站、高砂方向
  - 明樂寺、花之宮、大和方向（10：經市立加西醫院（日语：市立加西病院），12：經加西醫院）
  - 別府、社町站、社、兵庫教育大學、嬉野台生涯教育中心方向
  - 61、62、81、（沒有編號）：加西市政廳、北條營業所方向
- 加西市社區巴士（受託者：神姬巴士）
  - AEON Mall加西北條方向
  - 市街地線：高速北條巴士站前方向
  - 市街地線：加西市政廳、市立加西醫院、健康福祉會館、中富口、中富方向
  - 九會線：加西市政廳、市立加西醫院、花朵中心南門前、九會方向
  - 花朵中心線：西高室、花朵中心南門前方向
  - 國正線：加西市政廳、市立加西醫院、健康福祉會館、別府、東國正方向

另外，從此站步行約10分鐘可到達高速北條巴士站。

## 相鄰車站
北條鐵道
北條線
播磨橫田－北條町

## 注腳
1. 1 2 3 4 5 6 7 8 9 10  . 神戸新聞総合出版センター. 2011-12-15: 226. ISBN 9784343006028 （日语）.
2. 1 2 3 4 5 6 7 8  曾根悟（監修）. 朝日新聞出版分冊百科編集部（編集） , 编. . 週刊朝日百科. 14号 神戸電鉄・能勢電鉄・北条鉄道・北近畿タンゴ鉄道. 朝日新聞出版. 2011-06-19: 18–19 （日语）.
3. ↑  . 北条鉄道株式会社.   [2014-11-08]. （原始内容存档于2014-11-02）.
4. ↑  《Scenery guide》（p42，p198）
5. ↑  北條鐵道. .   [2015-12-18]. （原始内容存档于2021-06-24） （日语）.
6. ↑  国土数値情報(駅別乗降客数データ)  （页面存档备份，存于）（日語） - 國土交通省，2020年9月11日參閲

## 外部連結
- 北條町站 （页面存档备份，存于） - 北條鐵道官網（日語）